# Callyspongia fusifera
Callyspongia fusifera är en svampdjursart som först beskrevs av Thiele 1905.  Callyspongia fusifera ingår i släktet Callyspongia och familjen Callyspongiidae. Inga underarter finns listade i Catalogue of Life.